# Józef II (patriarcha Jerozolimy)
Józef II – trzydziesty szósty chalcedoński patriarcha Jerozolimy; sprawował urząd w latach 980–983.